# Air NZ Cup 2009
La Air NZ Cup 2009 fue la trigésimo cuarta edición y cuarta con el formato actual del principal torneo de rugby profesional de Nueva Zelanda. El campeón de dicha edición fue el Canterbury Rugby Football Union, que lograba su séptimo campeonato.

## Sistema de disputa
Los equipos enfrentan a los equipos restantes  disputando 13 encuentros, 
- Los cuatro equipos con mejor clasificación al final de la fase de grupos clasifican a las semifinales buscando el título de la competición.

## Clasificación
- Clasificación[1]

| Pos. | Equipo           | Encuentros | Encuentros | Encuentros | Encuentros | Tantos | Tantos | Tantos | PB | PB | Puntos |
| Pos. | Equipo           | PJ         | PG         | PE         | PP         | F      | C      | Dif    | BO | BD | Puntos |
| ---- | ---------------- | ---------- | ---------- | ---------- | ---------- | ------ | ------ | ------ | -- | -- | ------ |
| 1.º  | Canterbury       | 13         | 10         | 0          | 3          | 369    | 231    | 138    | 4  | 3  | 47     |
| 2.º  | Wellington       | 13         | 9          | 0          | 4          | 362    | 237    | 125    | 5  | 2  | 43     |
| 3.º  | Southland        | 13         | 9          | 1          | 3          | 260    | 189    | 71     | 2  | 1  | 41     |
| 4.º  | Hawke's Bay      | 13         | 8          | 1          | 4          | 372    | 256    | 116    | 6  | 1  | 41     |
| 5.º  | Auckland         | 13         | 8          | 0          | 5          | 272    | 223    | 49     | 3  | 4  | 39     |
| 6.º  | Waikato          | 13         | 8          | 0          | 5          | 285    | 297    | −12    | 4  | 0  | 36     |
| 7.º  | Bay of Plenty    | 13         | 7          | 0          | 6          | 268    | 267    | 1      | 1  | 3  | 32     |
| 8.º  | Taranaki         | 13         | 6          | 1          | 6          | 252    | 251    | 1      | 1  | 1  | 28     |
| 9.º  | Tasman           | 13         | 6          | 0          | 7          | 243    | 260    | −17    | 2  | 2  | 28     |
| 10.º | Otago            | 13         | 5          | 0          | 8          | 260    | 283    | −23    | 2  | 5  | 27     |
| 11.º | Manawatu         | 13         | 4          | 0          | 9          | 305    | 362    | −57    | 3  | 5  | 24     |
| 12.º | North Harbour    | 13         | 4          | 0          | 9          | 244    | 320    | −76    | 0  | 4  | 20     |
| 13.º | Northland        | 13         | 3          | 1          | 9          | 226    | 341    | −115   | 0  | 2  | 16     |
| 14.º | Counties Manukau | 13         | 2          | 0          | 11         | 235    | 436    | −201   | 2  | 2  | 12     |

|  | Semifinalista. |

### Semifinal
| 30 de octubre | Canterbury | 20 - 3 | Hawke's Bay |  |  |

| 31 de octubre | Wellington | 34 - 21 | Southland |  |  |

### Final
| 7 de noviembre | Canterbury | 28 - 20 | Wellington |  |  |

| Bandera de Nueva Zelanda |
| Campeón Canterbury       |
| Séptimo título           |